# Isaak Dunajevskij
Isaak Osipovitj Dunajevskij född 30 januari 1900 i Lochvitsa, Lillryssland (i dagens Ukraina), Ryska imperiet, död 25 juli 1955 i Moskva, sovjetisk kompositör. Han skrev bl.a. filmmusik, och Glada grabbars marsch (Marsj vesiolych rebjat) ur Grigorij Aleksandrovs musikalfilm Glada grabbar (Vesiolyje rebjata, 1934) är välkänd i Sverige eftersom Karl Gerhard använde melodin till sin kuplett Den ökända hästen från Troja.

## Utmärkelser
Asteroiden 4306 Dunaevskij är uppkallad efter honom.

## Filmmusik i urval
- 1954 - Ispytanije vernosti
- 1940 - Svetlyj put
- 1934 - Vesiolyje rebjata